# هنریک مورادیان
هنریک مورادیان (ارمنی: Հենրիկ Մուրադյան؛ زادهٔ ۴ اکتبر ۱۹۶۴) یک  سیاستمدار اهل ارمنستان است که از تاریخ ۱۹۹۰ تا تاریخ ۱۹۹۵ سمت نمایندگی دوره اول شورای عالی جمهوری ارمنستان را برعهده داشت.

## زندگی‌نامه
در 	۴ اکتبر ۱۹۶۴ ‏در ارمنستان به دنیا آمد . 